# NJT ALP-46
Die ALP-46 sind von der deutschen Baureihe 101 abgeleitete und von Bombardier in Kassel gebaute elektrische Lokomotiven des Verkehrsunternehmens New Jersey Transit (NJT), die in Wendezügen des New Yorker Vorortverkehrs eingesetzt werden. Die ALP-46 verkehren meist mit Doppelstockwagen in Zügen, die auf dem Nord-Ost-Korridor bis zu 160 km/h schnell fahren.
Die Lokomotiven der zweiten Bauserie ALP-46A sind für 201 km/h ausgelegt (125 mph).

## Geschichte
NJT übernahm 1983 den Vorortverkehr auf allen Conrail-Linien im Bundesstaat New Jersey mit eigenen Fahrzeugen und eigenem Personal. Von 1990 bis 1997 wurden 32 Thyristor-Lokomotiven ALP-44 beschafft, welche von den schwedischen Rc6 abgeleitet wurden. Um die stetig wachsenden Fahrgastzahlen bewältigen zu können, suchte NJT nach neuen leistungsfähigeren Lokomotiven. Ende Januar 2000 unterzeichnete NJT und ABB einen Vertrag über die Lieferung von 24 Drehstrom-Lokomotiven, der im September 2001 um 5 Lokomotiven erhöht wurde. Die zusätzlichen Lokomotiven sollten für den von Amtrak übernommenen Clocker-Service genutzt werden; diese schnellen Regionalzüge auf dem Nord-Ost-Korridor wurden jedoch schon nach kurzer Zeit eingestellt.
Im Februar 2008 bestellte NJT für 155 Millionen Euro 27 weitere Lokomotiven einer verbesserten Variante der Baureihe ALP-46, die als ALP-46A bezeichnet wird. Die Auslieferung war für den Herbst 2009 geplant. Die Bestellung wurde im Sommer 2009 um neun Stück erhöht, um die ältesten Loks der Baureihe ALP-44 zu ersetzen. Am 5. April 2011 wurde die letzte Lokomotive der zweiten Bauserie ausgeliefert.
Zum 40. Jubiläum von NJT wurden im Oktober 2019 drei sogenannte Heritage Locomotives in den Lackierungen früherer Teilgesellschaften vorgestellt, unter anderem NJT ALP-46A No. 4636 im braun-goldenen Farbkleid der Pennsylvania Railroad.

## Konstruktive Merkmale
Der mechanische Teil basiert auf der DB-Baureihe 101, musste aber den amerikanischen Gegebenheiten angepasst werden. Der Kasten musste so verstärkt werden, dass er den gegenüber Europa höheren Druckkräften auf Kupplungsebene standhalten kann. Die Drehgestelle mussten der höheren Gesamtmasse angepasst werden. Der Radstand blieb gleich, aber es wurden kleinere Räder nach amerikanischem Standard (neu: 1118 mm; abgenutzt 1046 mm) verwendet. Die Getriebeübersetzung wurde so geändert, dass zulasten der Höchstgeschwindigkeit die Anfahrzugkraft auf 319 kN erhöht werden konnte. Mit einer Masse von 92,5 t sind die ALP-46 für amerikanische Verhältnisse leichte Lokomotiven.
Die ALP-46 erbringen beim Anfahren 319 kN Zugkraft und haben am Rad eine Leistung von 5300 kW. Die Fahrmotoren und Integrierter Gesamtantrieb (IGA) wurden mit kleinen Änderungen von der deutschen ‌Baureihe 101 übernommen.
Die ALP-46 sind Mehrsystemlokomotiven und können unter den folgenden drei Wechselstromsystemen verkehren:
- 25 kV mit 60 Hz (Great Notch und Gladstone Branch)
- 12,5 kV mit 60 Hz (ursprünglich Coastline nach Long Branch, Metro-North Railroad)
- 12 kV mit 25 Hz (Northeast Corridor)

Im Gegensatz zur Baureihe 101 weisen die ALP-46 einen Gruppenantrieb auf, das heißt, die beiden Fahrmotoren eines Drehgestells werden vom gleichen Wechselrichter versorgt. Der freigewordene Wechselrichter wird für die dreiphasige Zugsammelschiene zur Versorgung der Wagen mit elektrischer Energie verwendet.

### ALP-46A
Gegenüber den ALP-46 weisen die ALP-46A einige Änderungen auf:
- Die Höchstgeschwindigkeit wurde auf 200 km/h und die Leistung auf 5,6 MW erhöht;
- Die Stromrichter sind in IGBT-Technik mit Wasserkühlung ausgeführt.
- Jedem Fahrmotor ist ein eigener Wechselrichter zugeordnet.

## Galerie

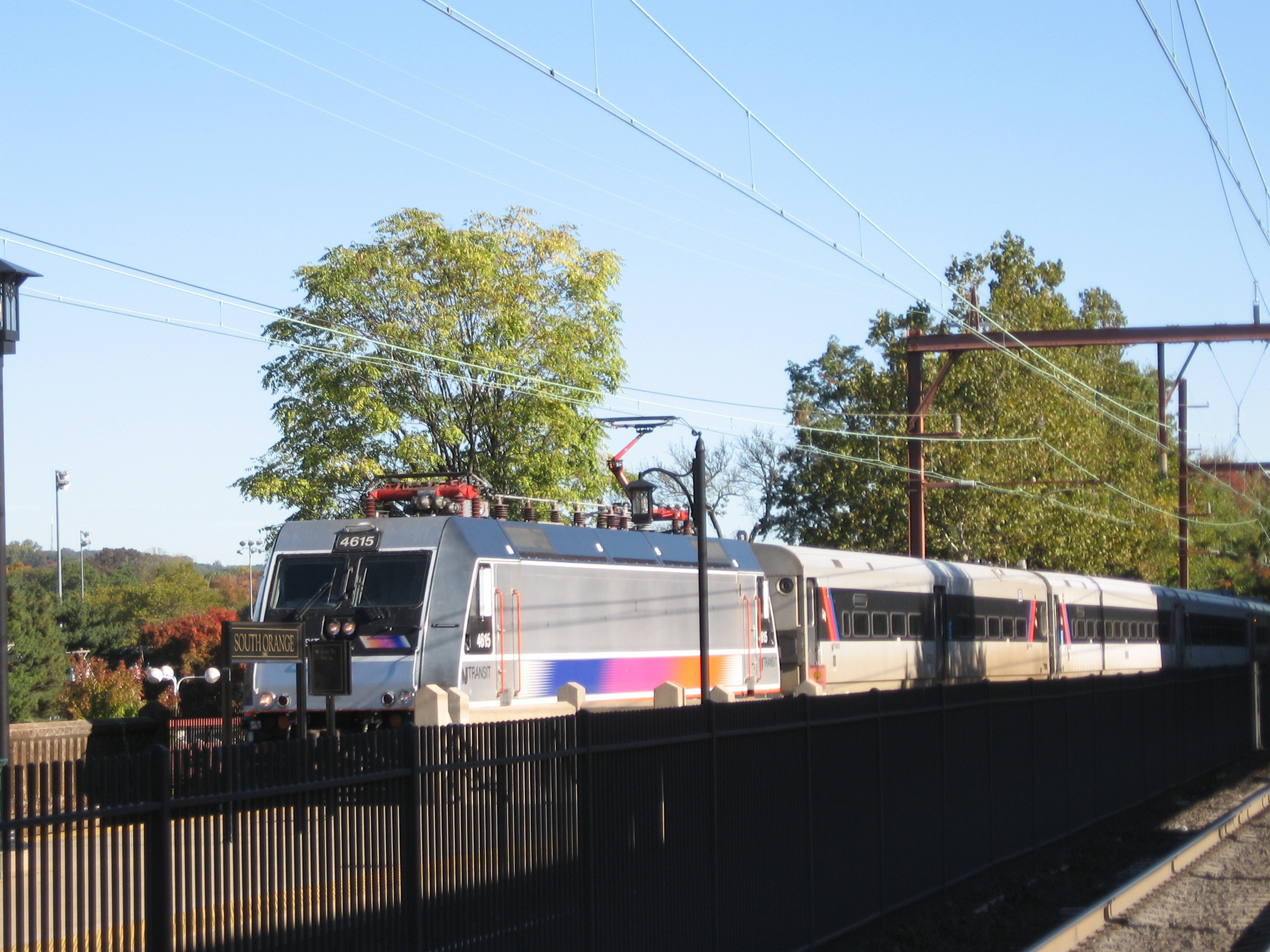
NJ-Transit-Lok 4615 bei der Einfahrt in den Bahnhof South Orange, NJ
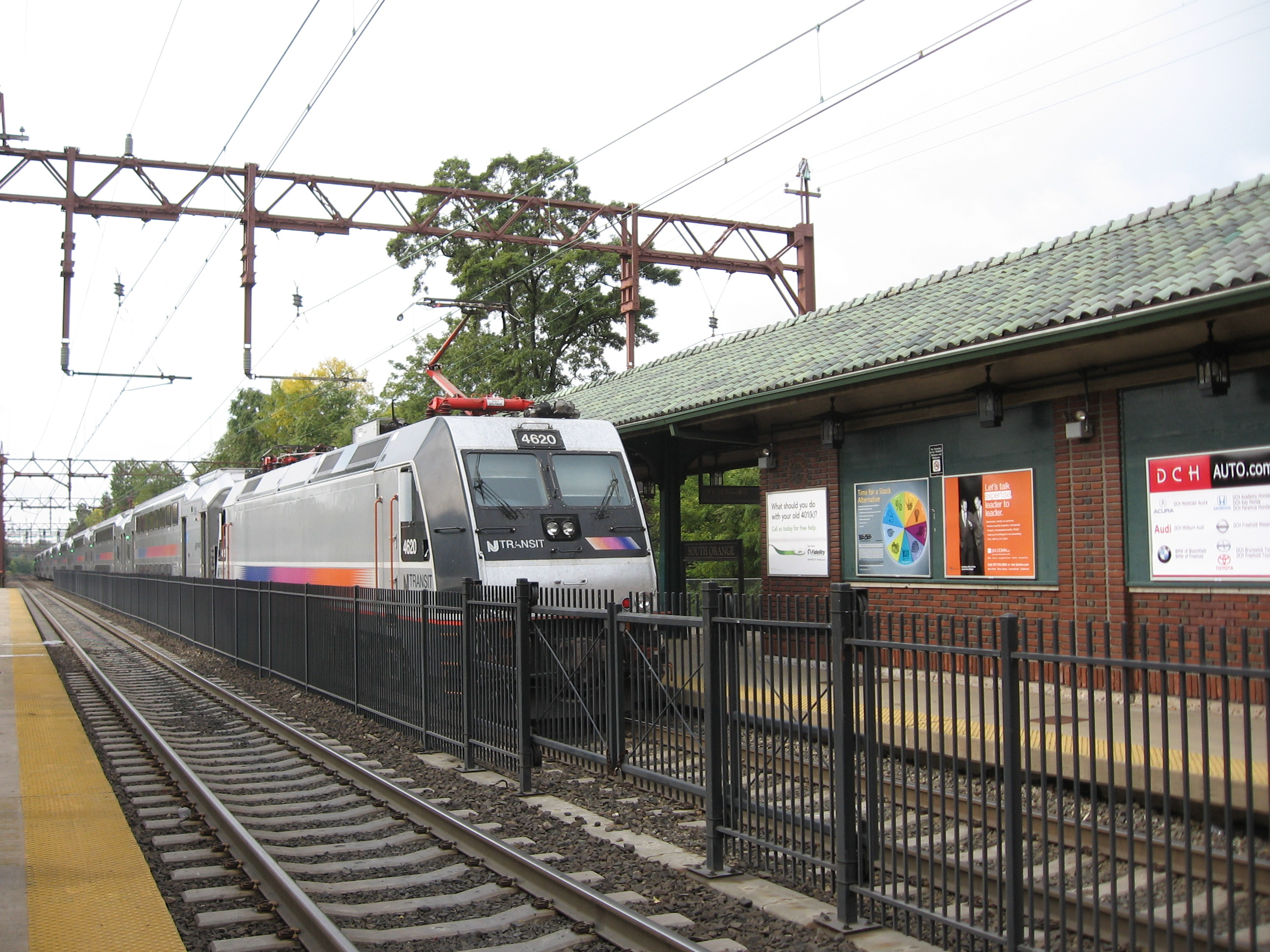
Die Lokomotive 4620 schiebt einen Zug aus dem Bahnhof South Orange in Richtung Dover